# Yasumasa Morimura
Pour les articles homonymes, voir Morimura.
Yasumasa Morimura (森村 泰昌, Morimura Yasumasa)  est un artiste contemporain japonais. Il est né à Ōsaka le 11 juin 1951.

## Biographie
Morimura vit et travaille dans le quartier de Tsuruhashi à Osaka. Il expose depuis 1980 et s'est spécialisé dans le détournement (ou l'appropriation) de peintures ou de photographies en substituant son visage à celui de portraits célèbres, une façon d'interroger les relations artistiques entre le Japon et l'Occident à partir de l’ère Meiji.
En 1985, il s'introduit ainsi dans des autoportraits de Vincent van Gogh.
Un autre projet est une série « d'actrices » où il se déguise et se grime pour imiter des artistes connues, comme Marilyn Monroe ou encore Frida Kahlo. 
En 2010, il réalise « A Requiem (Unexpected Visitor/ Japan 1945) », œuvre dans laquelle il se représente deux fois, en Hirohito et en Douglas MacArthur dans la photographie historique de leur rencontre.
Dans une autre série, Morimura s’insère dans des peintures japonaises modernes célèbres, notamment des tableaux de Shigeru Aoki, Tetsugorō Yorozu, Kaita Murayama et Shunsuke Matsumoto, des artistes qu'il redécouvre à l'occasion de l'annulation de son exposition au Musée d'art moderne d'Iwate après le grand tremblement de terre de 2011 qui lui permet de circuler librement dans les collections du musée.
Dans les séries « Handmaidens Reborn in the Night » (basée sur les Menines de Velázquez) et « Hermitage 1941-2014 » interroge le thème de l'absence et de la pérennité de la mémoire d’œuvres absentes.
En 2016, il réalise sa première longue vidéo « My Art, My Story, My Art History - A Symposion on Self-Portraits », une conversation entre douze autoportraits inspirés d’œuvres occidentales.
En 2018, il recrée et photographie, près de la gare de Tsuruhashi à Osaka, le happening « Sixth Mixer plan » du collectif artistique d'avant-garde Hi-Red Center (en), qui avait eu lieu à Tokyo en 1963.
Yasumasa Morimura a été finaliste du premier Prix Hugo Boss en 1996.
Son travail a été rapproché de celui de Miran Fukuda, avec qui il a souvent exposé.
Il est marqué par l'humour.

### Musée
Yasumasa Morimura ouvre son propre musée dans le quartier de Kitakagaya à Osaka en novembre 2018. Le musée accueille deux expositions par an.

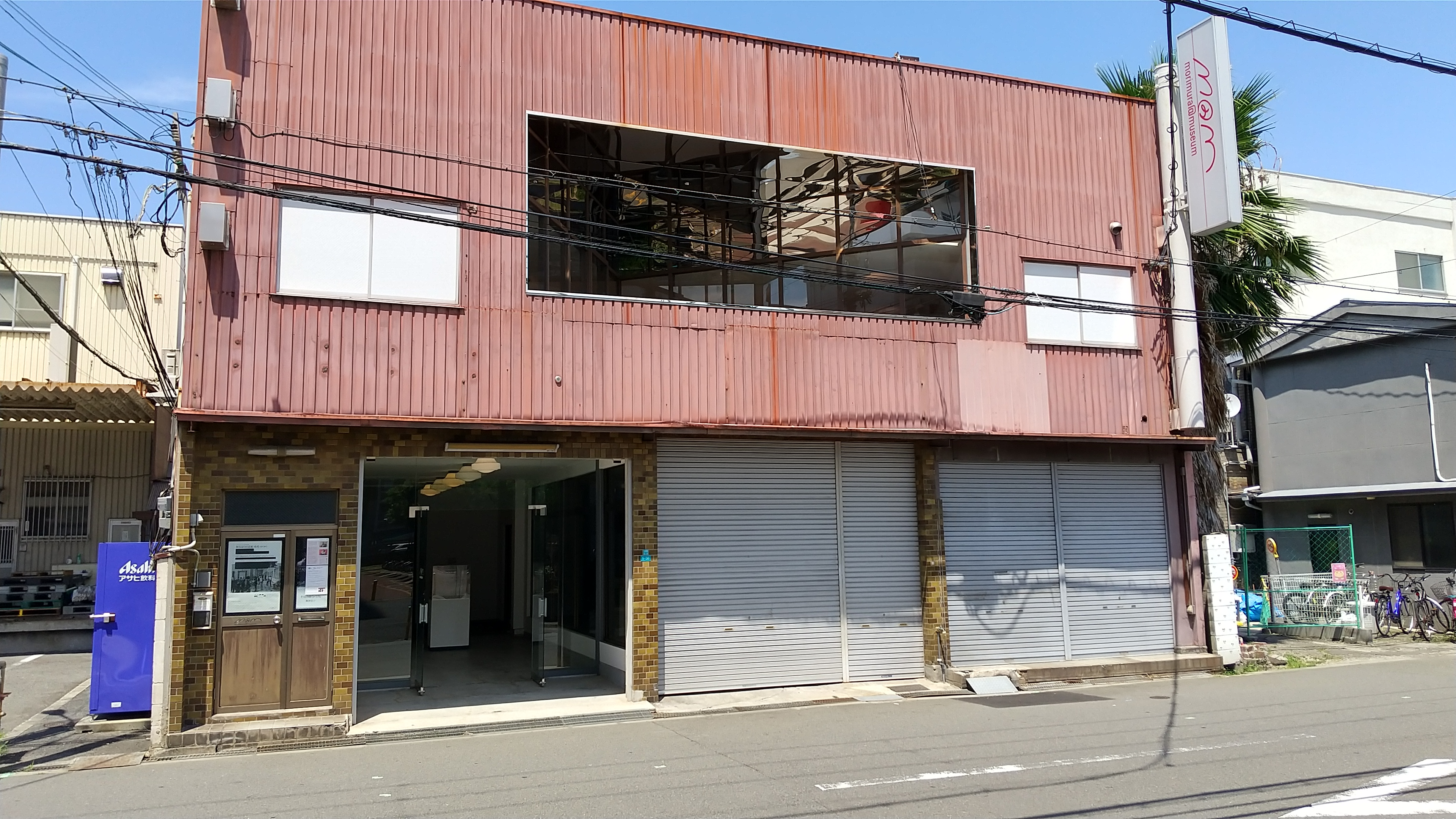
morimura@museum.

## Expositions rétrospectives
- The Self-Portraits of YASUMASA MORIMURA: My Art, My Story, My Art History; Musée National des Beaux-Arts d'Osaka; 5 avril 2016-19 juin 2016[5]